# Bob Jungels
Bob Jungels (* 22. září 1992) je lucemburský profesionální silniční cyklista jezdící za UCI WorldTeam Red Bull–Bora–Hansgrohe.

## Kariéra

### Začátky
V roce 2015 se Jungels poprvé zúčastnil Tour de France jako součást UCI WorldTeamu Trek Factory Racing. Závod dokončil na 27. místě v celkovém pořadí a 5. místě v soutěži mladých jezdců.

### Etixx–Quick-Step (2016–2020)
V září 2015 bylo oznámeno, že Jungels podepsal dvouletý kontrakt s UCI WorldTeamem Etixx–Quick-Step pro sezóny 2016 a 2017. V roce 2016 se Jungels zúčastnil Gira d'Italia, kde dokončil na celkovém 6. místě a zvítězil v soutěži mladých jezdců.
V roce 2017 potvrdil své ambice v celkovém pořadí na Giru d'Italia, kde dokončil na celkovém 8. místě. Také obhájil své vítězství v soutěži mladých jezdců z předchozího ročníku. Pouze Vladimir Poulnikov a Pavel Tonkov byli schopní obhájit vítězství v této klasifikaci. Také se mu podařilo vyhrát 15. etapu a stal se tak prvním lucemburským etapovým vítězem na Giru d'Italia od roku 1961, kdy vyhrál etapu Charly Gaul.
V roce 2018 Jungels vyhrál monument Lutych–Bastogne–Lutych po sólovém útoku na stoupání Côte de la Roche-aux-Faucons 19 km před cílem. Stal se tak třetím lucemburským vítězem tohoto závodu v historii, když navázal na triumfy Marcela Ernzera z roku 1954 a Andyho Schlecka z roku 2011.

### AG2R Citroën Team (2021–2022)
V srpnu 2020 bylo oznámeno, že Jungels podepsal dvouletý kontrakt s UCI WorldTeamem AG2R La Mondiale, později přejmenovaném na AG2R Citroën Team, od sezóny 2021.
Jungelsova sezóna 2021 byla poznamenána nejprve zraněním zad a poté zraněním hlavy, které utrpěl při nehodě na Amstel Gold Race. Následně bylo v červnu oznámeno, že Jungels přijde o účast na Tour de France a odložených letních olympijských hrách v Tokiu kvůli operaci zúžení kyčelní tepny. Do závodění se vrátil v září na domácím závodu Tour de Luxembourg.

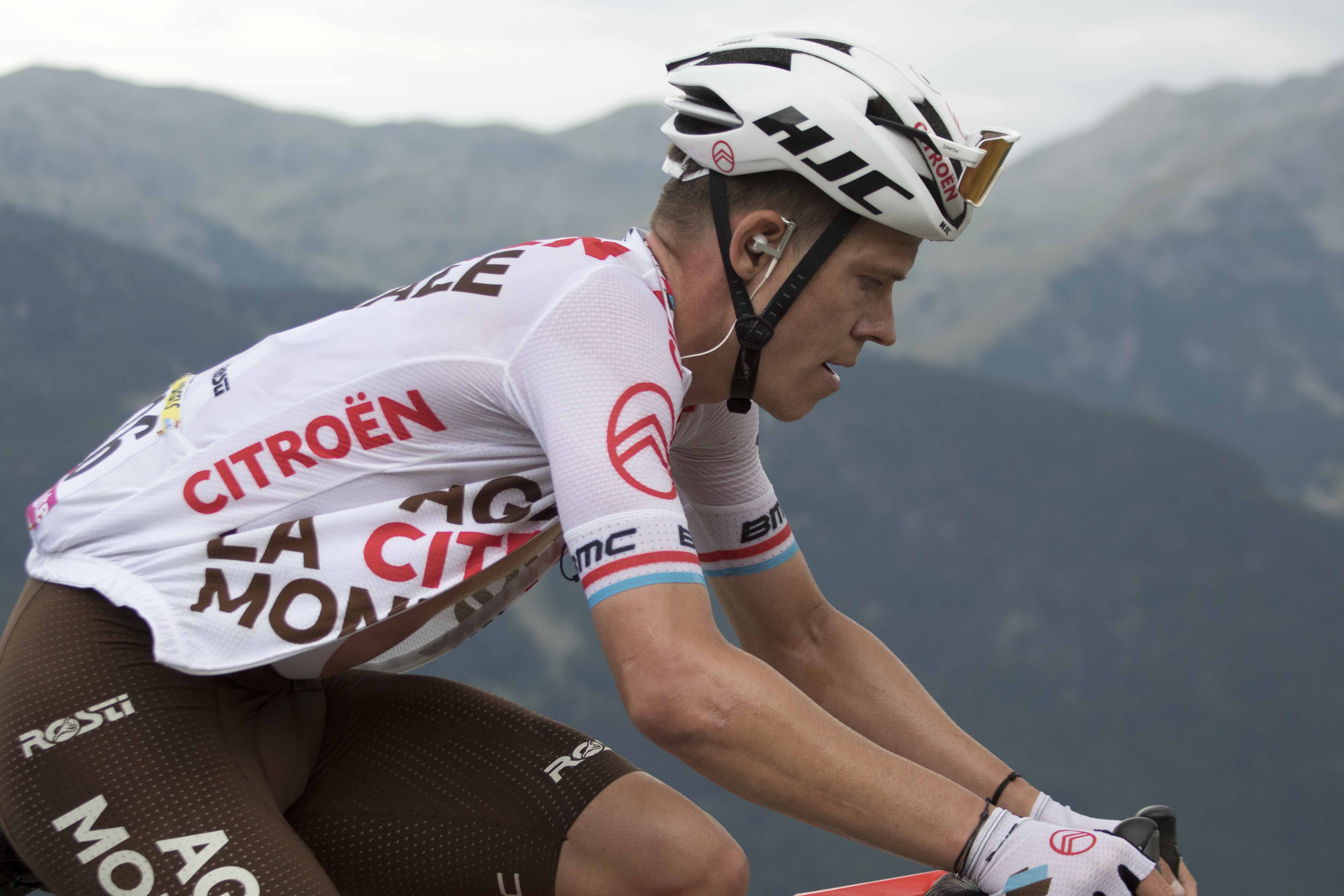
Jungels na Tour de France 2022

V roce 2022 se Jungels stal po roční pauze národním šampionem v časovce, když 13,6 km dlouhou trasu dokončil o zhruba půl minuty rychleji než nejbližší konkurent. Po tomto úspěchu se měl Jungels zúčastnit počtvrté v kariéře Tour de France, ale 2 dny před úvodní časovkou v Kodani byl pozitivně otestován na covid-19. I přesto mu bylo od UCI a organizátora závodu Amaury Sport Organisation (ASO) povoleno odstartovat. V 9. etapě závodu se Jungels dostal do úniku. Na třetím kategorizovaném stoupání dne, Col de la Croix, zaútočil 3 km od vrcholu. Svůj náskok si pak udržel po zbytek dne a do cíle v obci Châtel dojel jako vítěz etapy s náskokem 22 sekund na druhého Jonathana Castrovieja. Stal se tak prvním lucemburským vítězem etapy na Tour de France od roku 2011, kdy etapu vyhrál Andy Schleck. Závod nakonec dojel na 11. místě v celkovém pořadí.

### Bora–Hansgrohe (2023–)
V srpnu 2022 bylo oznámeno, že Jungels podepsal dvouletý kontrakt s UCI WorldTeamem Bora–Hansgrohe od sezóny 2023.

## Hlavní výsledky
2009
Národní šampionát
 vítěz silničního závodu juniorů
 vítěz časovky juniorů
Národní cyklokrosový šampionát
 vítěz závodu juniorů
Mistrovství Evropy
 2. místo časovka juniorů
Grand Prix Rüebliland
2. místo celkově
Tour de Lorraine
4. místo celkově
vítěz 4. etapy (ITT)
3-Etappen-Rundfahrt
5. místo celkově
vítěz 1. etapy (ITT)
2010
Mistrovství světa
 vítěz časovky juniorů
Národní šampionát
 vítěz silničního závodu juniorů
 vítěz časovky juniorů
Národní cyklokrosový šampionát
 vítěz závodu juniorů
Grand Prix Rüebliland
 celkový vítěz
 vítěz bodovací soutěže
 vítěz vrchařské soutěže
Vuelta al Besaya
 celkový vítěz
 vítěz bodovací soutěže
vítěz etap 1 a 4
Keizer der Juniores Koksijde
 celkový vítěz
vítěz etap 1 a 2a (ITT)
3-Etappen-Rundfahrt
 celkový vítěz
vítěz 1. etapy (ITT)
GP Général Patton
 vítěz vrchařské soutěže
Trofeo Karlsberg
2. místo celkově
Niedersachsen Rundfahrt Juniors
3. místo celkově
2011
Hry malých států Evropy
 vítěz silničního závodu
 vítěz časovky
Národní šampionát
 vítěz silničního závodu do 23 let
 vítěz časovky do 23 let
Mistrovství Evropy
 2. místo časovka do 23 let
10. místo silniční závod do 23 let
Flèche du Sud
3. místo celkově
 vítěz soutěže mladých jezdců
2012
Národní šampionát
 vítěz časovky do 23 let
Flèche du Sud
 celkový vítěz
 vítěz soutěže mladých jezdců
vítěz 4. etapy (ITT)
Le Triptyque des Monts et Châteaux
 celkový vítěz
 vítěz bodovací soutěže
vítěz Paříž–Roubaix Espoirs
Giro della Valle d'Aosta
vítěz 4. etapy
Mistrovství Evropy
 2. místo časovka do 23 let
Giro della Regione Friuli Venezia Giulia
2. místo celkově
 vítěz soutěže mladých jezdců
2. místo La Côte Picarde
7. místo Chrono Champenois
Toscana-Terra di Ciclismo
8. místo celkově
Tour de Luxembourg
9. místo celkově
2013
Národní šampionát
 vítěz silničního závodu
 vítěz časovky
vítěz Gran Premio Nobili Rubinetterie
Tour de Luxembourg
5. místo celkově
vítěz 4. etapy
2014
Národní šampionát
2. místo časovka
Critérium International
9. místo celkově
Vuelta a España
 cena bojovnosti po 17. etapě
2015
Národní šampionát
 vítěz silničního závodu
 vítěz časovky
Étoile de Bessèges
 celkový vítěz
vítěz 5. etapy (ITT)
Tour de Suisse
6. místo celkově
Vuelta a Andalucía
10. místo celkově
2016
Mistrovství světa
 vítěz týmové časovky
10. místo časovka
Národní šampionát
 vítěz silničního závodu
 vítěz časovky
Kolem Ománu
vítěz 1. etapy
Tirreno–Adriatico
3. místo celkově
 vítěz soutěže mladých jezdců
Giro d'Italia
6. místo celkově
 vítěz soutěže mladých jezdců
lídr  po etapách 10 – 12
Eneco Tour
10. místo celkově
2017
Národní šampionát
 vítěz silničního závodu
2. místo časovka
Tirreno–Adriatico
 vítěz soutěže mladých jezdců
Giro d'Italia
8. místo celkově
 vítěz soutěže mladých jezdců
vítěz 15. etapy
lídr  po etapách 4 – 8
Tour de Romandie
8. místo celkově
2018
Mistrovství světa
 vítěz týmové časovky
Národní šampionát
 vítěz silničního závodu
 vítěz časovky
vítěz Lutych–Bastogne–Lutych
Okolo Slovenska
vítěz prologu
3. místo La Drôme Classic
Volta ao Algarve
5. místo celkově
Tour of Britain
5. místo celkově
7. místo Vuelta a Murcia
2019
Národní šampionát
 vítěz silničního závodu
 vítěz časovky
vítěz Kuurne–Brusel–Kuurne
Tour Colombia
vítěz 4. etapy
3. místo Dwars door Vlaanderen
5. místo E3 BinckBank Classic
Paříž–Nice
8. místo celkově
2020
Národní šampionát
 vítěz časovky
2. místo silniční závod
2022
Národní šampionát
 vítěz časovky
Tour de France
vítěz 9. etapy
Tour de Suisse
6. místo celkově

### Výsledky na etapových závodech
| Výsledky na Grand Tours        |      |      |      |      |      |      |      |      |      |      |      |
| Grand Tour                     | 2014 | 2015 | 2016 | 2017 | 2018 | 2019 | 2020 | 2021 | 2022 | 2023 | 2024 |
| Giro d'Italia                  | —    | —    | 6    | 8    | —    | 33   | —    | —    | —    | 39   | —    |
| Tour de France                 | —    | 27   | —    | —    | 11   | —    | 43   | —    | 12   | 26   | 37   |
| Vuelta a España                | DNF  | —    | —    | 42   | —    | —    | —    | —    | 51   | —    |      |
| Výsledky na etapových závodech |      |      |      |      |      |      |      |      |      |      |      |
| Závod                          | 2014 | 2015 | 2016 | 2017 | 2018 | 2019 | 2020 | 2021 | 2022 | 2023 | 2024 |
| Paříž–Nice                     | 18   | 23   | —    | —    | —    | 8    | 15   | 27   | —    | 19   |      |
| Tirreno–Adriatico              | —    | —    | 3    | 14   | 18   | —    | —    | —    | 23   | —    |      |
| Volta a Catalunya              | —    | —    | —    | —    | 24   | —    | NS   | 59   | —    | —    |      |
| Kolem Baskicka                 | 57   | 31   | —    | —    | —    | —    | NS   | —    | —    | —    |      |
| Tour de Romandie               | —    | —    | DNF  | 8    | —    | —    | NS   | —    | 61   | 42   |      |
| Critérium du Dauphiné          | 86   | —    | —    | —    | 25   | —    | 42   | —    | —    | —    |      |
| Tour de Suisse                 | —    | 6    | —    | —    | —    | —    | NS   | 19   | 6    | —    |      |

### Výsledky na klasikách
| Monument                 | 2013 | 2014 | 2015 | 2016 | 2017 | 2018 | 2019 | 2020 | 2021 | 2022 | 2023 |
| ------------------------ | ---- | ---- | ---- | ---- | ---- | ---- | ---- | ---- | ---- | ---- | ---- |
| Milán – San Remo         | —    | 87   | —    | —    | —    | —    | —    | 73   | —    | 52   | —    |
| Kolem Flander            | —    | —    | —    | —    | —    | —    | 16   | —    | —    | 56   | —    |
| Paříž–Roubaix            | 84   | —    | —    | —    | —    | —    | —    | NS   | —    | —    | —    |
| Lutych–Bastogne–Lutych   | —    | 62   | 82   | —    | —    | 1    | —    | 94   | —    | 58   | —    |
| Giro di Lombardia        | —    | —    | —    | —    | DNF  | DNF  | 52   | —    | —    | —    | 67   |
| Klasika                  | 2013 | 2014 | 2015 | 2016 | 2017 | 2018 | 2019 | 2020 | 2021 | 2022 | 2023 |
| Omloop Het Nieuwsblad    | —    | —    | —    | —    | —    | —    | 16   | 32   | —    | —    | —    |
| Kuurne–Brusel–Kuurne     | NS   | —    | —    | —    | —    | —    | 1    | 55   | —    | —    | —    |
| Strade Bianche           | —    | —    | —    | 17   | DNF  | —    | —    | DNF  | —    | —    | —    |
| E3 Harelbeke             | —    | —    | —    | —    | —    | —    | 5    | NS   | —    | 65   | —    |
| Dwars door Vlaanderen    | DNF  | —    | —    | —    | —    | —    | 3    | NS   | —    | 70   | —    |
| Amstel Gold Race         | —    | 38   | 23   | 43   | 39   | 33   | —    | NS   | DNF  | —    | —    |
| Valonský šíp             | —    | 143  | DNF  | 66   | 39   | 41   | —    | 70   | —    | 78   | —    |
| Clásica de San Sebastián | 16   | —    | 80   | 84   | —    | 52   | —    | NS   | —    | —    | DNF  |

| —   | Nezúčastnil se |
| DNF | Nedokončil     |
| NS  | Nejelo se      |

### Ocenění
V roce 2018 získal Jungels ocenění Lucemburský sportovec roku.